# Grüne Biographien
Grüne Biographien ist laut seinem Untertitel ein „biographisches Handbuch zur Landschaftsarchitektur des 20. Jahrhunderts in Deutschland“. Das von dem Landschafts- und Gartenarchitekten sowie Hochschullehrer Gert Gröning gemeinsam mit dem Landschaftsarchitekten Joachim Wolschke-Bulmahn herausgegebene Nachschlagewerk umfasst 508 Seiten und enthält zahlreiche Illustrationen und graphische Darstellungen. Das Werk erschien 2007 in Berlin im Verlag Patzer mit der ISBN 978-3-87617-089-3.
Neben biographischen Angaben zu Persönlichkeiten des im Titel genannten Sachgebietes beinhalten die Grünen Biographen auch den Themenbereich Umweltschutz, Raumordnung und Landschaftsgestaltung, sofern sie im Zusammenhang mit den Lebensläufen der Dargestellten stehen.